# Паркер, Томас, 3-й граф Макклсфилд
Томас Паркер, 3-й граф Макклсфилд (англ. Thomas Parker, 3rd Earl of Macclesfield; 12 октября 1723 — 9 февраля 1795) — британский пэр и политик. Он носил титул учтивости — виконт Паркер с 1732 по 1764 год.

## Предыстория
Родился 12 октября 1723 года. Старший сын Джорджа Паркера, 2-го графа Макклсфилда (1697—1764), и Мэри Лейн (? — 1753), дочери Ральфа Лейна. Он окончил Хэртфорд-колледж Оксфордского университета в Оксфорде, Оксфордшир, получив степень магистра искусств. В 1773 году он получил степень доктора гражданского права Хэртфорд-колледжа.

## Политическая карьера
Виконт Паркер заседал в Палате общин Великобритании от Ньюкасл-андер-Лайма (1747—1754), Оксфордшира (1754—1761) и Рочестера (1761—1764).
17 марта 1764 года после смерти своего отца Томас Паркер унаследовал титулы 3-го графа Макклсфилда (графство Чешир), 3-го виконта Паркера из Юэлма (графство Оксфордшир) и 3-го барона Паркера из Макклсфилда (графство Чешир), став членом Палаты лордов Великобритании.
Семейной резиденцией был замок Ширберн в Оксфордшире.
Член Королевского общества с ноября 1747 года.

## Семья
12 декабря 1749 года лорд Маклсфилд женился на своей двоюродной сестре Мэри Хиткот (? — 20 мая 1812), дочери сэра Уильяма Хиткота, 1-го баронета, и леди Элизабет Паркер (? — 1746/1747). У супругов было четверо детей:
- Леди Элизабет Паркер (29 июня 1751 — 10 июня 1829)[3], вышедшая замуж за Джона Фейна. У них было шестеро детей.
- Леди Мэри Паркер (род. 16 марта 1753)[4]
- Джордж Паркер, 4-й граф Макклсфилд (24 февраля 1755 — 20 марта 1842), с 1780 года был женат на Мэри Фрэнсис Дрейк, но не оставил после себя сыновей.
- Томас Паркер, 5-й граф Макклсфилд (9 июня 1763 — 31 марта 1850). Первым браком женился на дочери Льюиса Эдвардса и имел четырех дочерей. Вторым браком женился на Элизе Уолстенхолм, дочери Уильяма Бретона Уолстенхолма, и от нее у него родился сын Томас (позже сменивший его на посту графа) и две дочери Лавиния, вышедшие замуж за достопочтенного Джона Даттона, и Лора, вышедшая замуж за Хью Сеймура Макдоннелла, 4-го графа Антрима.

Лорд Макклсфилд скончался в феврале 1795 года в возрасте 71 года, и ему наследовал графство его старший сын Джордж. Леди Макклсфилд умерла в мае 1812 года.